# Кавријаго
Кавријаго (итал. Cavriago) је насеље у Италији у округу Ређо Емилија, региону Емилија-Ромања.
Према процени из 2011. у насељу је живело 8912 становника. Насеље се налази на надморској висини од 83 м.

## Становништво
| 1951. | 1961. | 1971. | 1981. | 1991. | 2001. | 2011. |
| ----- | ----- | ----- | ----- | ----- | ----- | ----- |
| 4.695 | 4.859 | 6.320 | 7.843 | 8.369 | 8.968 | 9.698 |